# 콜리나 (칠레)
콜리나(스페인어: Colina)는 칠레 산티아고 수도주 차카부코 현의 코무나이다.